# Leichtathletik-Europameisterschaften 1978/1500 m der Frauen

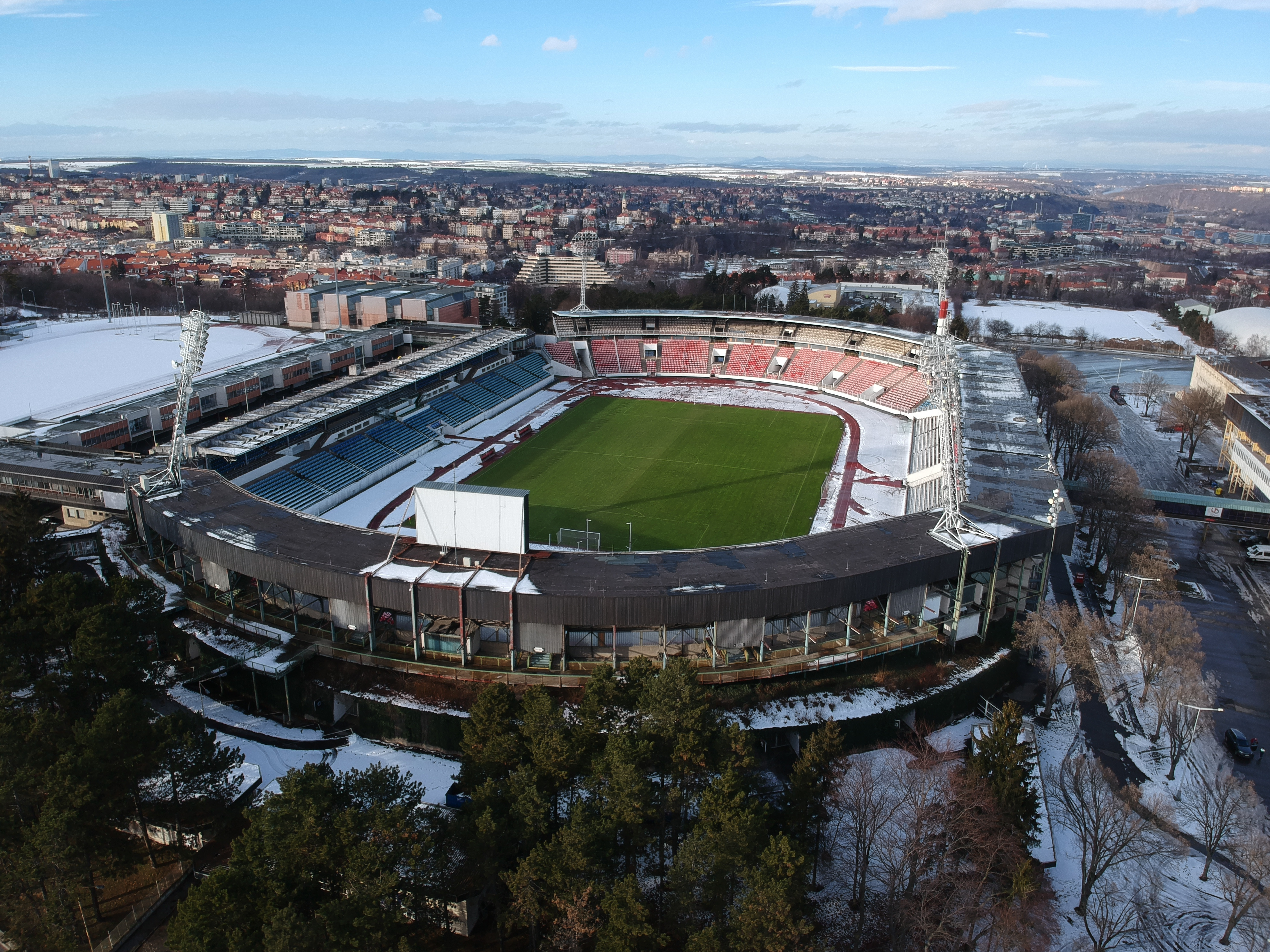
Das Stadion Evžena Rošického von Prag im Jahr 2009

Der 1500-Meter-Lauf der Frauen bei den Leichtathletik-Europameisterschaften 1978 wurde am 1. und 3. September 1978 im Stadion Evžena Rošického von Prag ausgetragen.
Europameisterin wurde Giana Romanowa aus der UdSSR. Sie gewann vor der Rumänin Natalia Mărășescu, frühere Natalia Andrei, die fünf Tage zuvor bereits Silber über 3000 Meter gewonnen hatte. Bronze ging an die Bulgarin Totka Petrowa.

## Rekorde

### Bestehende Rekorde
| Weltrekord           | 3:56,0 min  | Tatjana Kasankina   | Podolsk, Sowjetunion (heute Russland) | 9. September 1972 |
| Europarekord         | 3:56,0 min  | Tatjana Kasankina   | Podolsk, Sowjetunion (heute Russland) | 9. September 1972 |
| Meisterschaftsrekord | 4:02,25 min | Gunhild Hoffmeister | EM Rom, Italien                       | 8. September 1974 |

### Rekordverbesserung
Der bestehende EM-Rekord wurde verbessert und darüber hinaus gab es einen neuen Landesrekord.
- Meisterschaftsrekord: 3:59,77 min Giana Romanowa (Sowjetunion), Finale am 3. September
- Landesrekord: 4:00,55 min Grete Waitz (Norwegen), Finale am 3. September

## Legende
Kurze Übersicht zur Bedeutung der Symbolik – so üblicherweise auch in sonstigen Veröffentlichungen verwendet:
| CR    | Championshiprekord    |
| NR    | Nationaler Rekord     |
| NU23R | Nationaler U23-Rekord |

## Vorrunde
1. September 1978
Die Vorrunde wurde in zwei Läufen durchgeführt. Die ersten fünf Athletinnen pro Lauf – hellblau unterlegt – sowie die darüber hinaus beiden zeitschnellsten Läuferinnen – hellgrün unterlegt – qualifizierten sich für das Finale.

### Vorlauf 1
| Platz | Name             | Nation         | Zeit (min) |
| ----- | ---------------- | -------------- | ---------- |
| 1     | Ulrike Bruns     | DDR            | 4:11,50    |
| 2     | Gabriella Dorio  | Italien        | 4:11,50    |
| 3     | Wessela Jazinska | Bulgarien      | 4:11,70    |
| 4     | Giana Romanowa   | Sowjetunion    | 4:11,80    |
| 5     | Cornelia Bürki   | Schweiz        | 4:11,80    |
| 6     | Brigitte Kraus   | BR Deutschland | 4:11,90    |
| 7     | Mary Stewart     | Großbritannien | 4:17,50    |
| 8     | Tineke Kluft     | Niederlande    | 4:17,70    |
| 9     | Iren Lipcsei     | Ungarn         | 4:20,20    |
| 10    | Fernande Schmitt | Luxemburg      | 4:31,30    |

### Vorlauf 2
| Platz | Name                 | Nation           | Zeit (min) |
| ----- | -------------------- | ---------------- | ---------- |
| 1     | Natalia Mărășescu    | Rumänien         | 4:05,76    |
| 2     | Maricica Puică       | Rumänien         | 4:06,10    |
| 3     | Walentina Iljinych   | Sowjetunion      | 4:06,30    |
| 4     | Grete Waitz          | Norwegen         | 4:06,30    |
| 5     | Ludmila Kalnitskaja  | Sowjetunion      | 4:06,70    |
| 6     | Totka Petrowa        | Bulgarien        | 4:07,20    |
| 7     | Christine Benning    | Großbritannien   | 4:11,80    |
| 8     | Magdolna Lázár       | Ungarn           | 4:14,40    |
| 9     | Drahomíra Zvoníčková | Tschechoslowakei | 4:19.20    |
| 10    | Véronique Renties    | Frankreich       | 4:40,30    |

## Finale

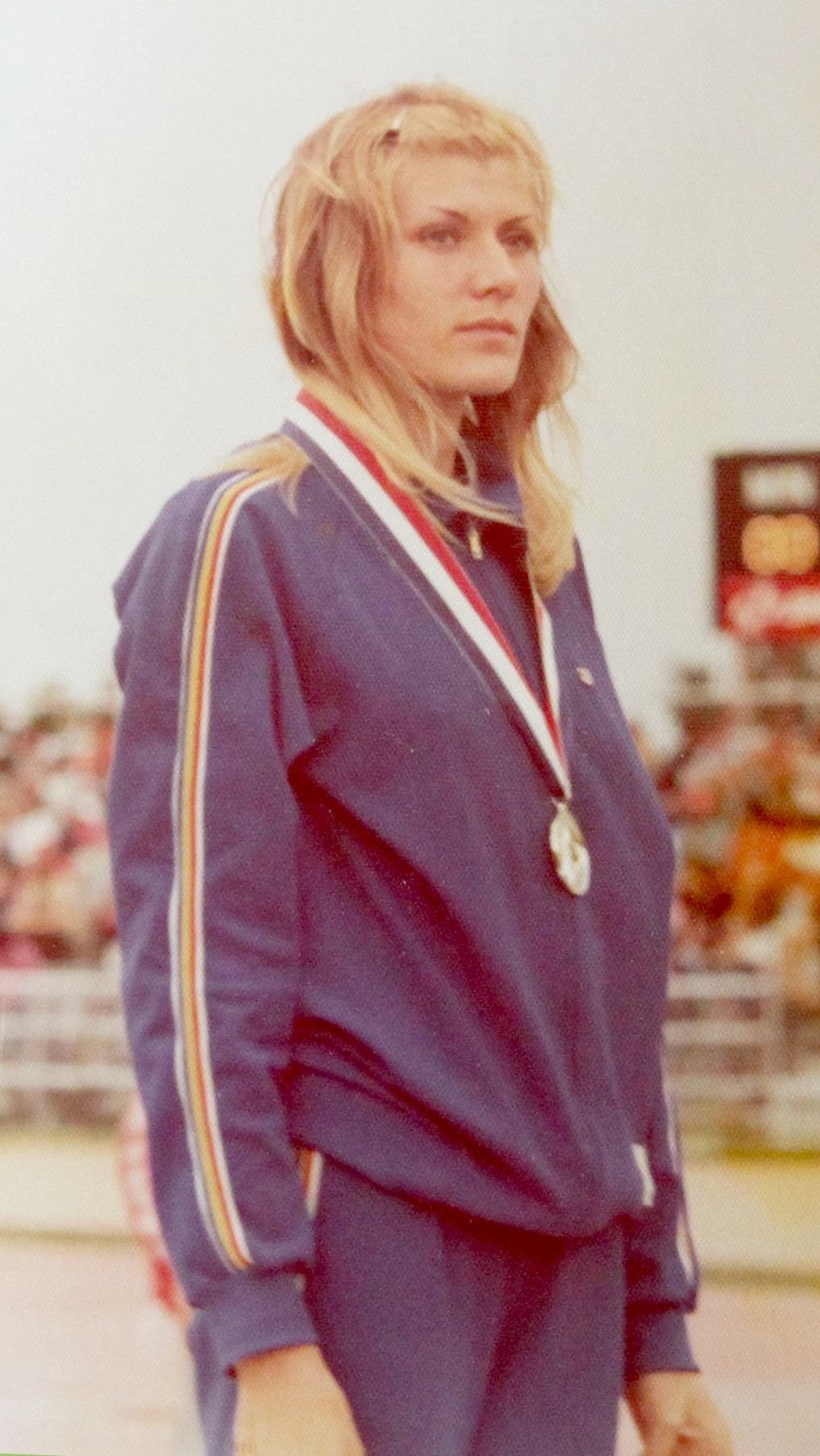
Wie zuvor über 3000 Meter wurde Natalia Mărășescu Vizeeuropameisterin – im Jahr darauf wurde sie wie auch Maricica Puică wegen Dopingmiss-
brauchs gesperrt.

3. September 1978, 18:10 Uhr
| Platz | Name                | Nation         | Zeit (min)    |
| ----- | ------------------- | -------------- | ------------- |
| 1     | Giana Romanowa      | Sowjetunion    | 3:59,77 CR    |
| 2     | Natalia Mărășescu   | Rumänien       | 3:59,80       |
| 3     | Totka Petrowa       | Bulgarien      | 4:00,15 NU23R |
| 4     | Walentina Iljinych  | Sowjetunion    | 4:00,18       |
| 5     | Grete Waitz         | Norwegen       | 4:00,55 NR    |
| 6     | Gabriella Dorio     | Italien        | 4:01,25 NU23R |
| 7     | Ulrike Bruns        | DDR            | 4:02,20       |
| 8     | Cornelia Bürki      | Schweiz        | 4:04,60       |
| 9     | Wessela Jazinska    | Bulgarien      | 4:04,73       |
| 10    | Ludmila Kalnitskaja | Sowjetunion    | 4:06,6        |
| 11    | Maricica Puică      | Rumänien       | 4:09,3        |
| 12    | Christine Benning   | Großbritannien | 4:11,5        |

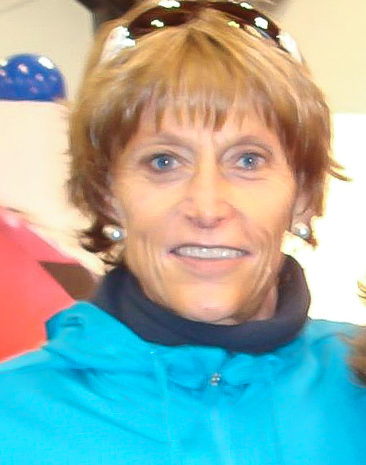
Grete Waitz, unter ihrem Namen Grete Andresen EM-Dritte von 1974, belegte hier Rang fünf, über 3000 Meter hatte sie fünf Tage zuvor Bronze gewonnen – im weiteren Verlauf ihrer Karriere wurde sie eine Weltklasse-Marathonläuferin
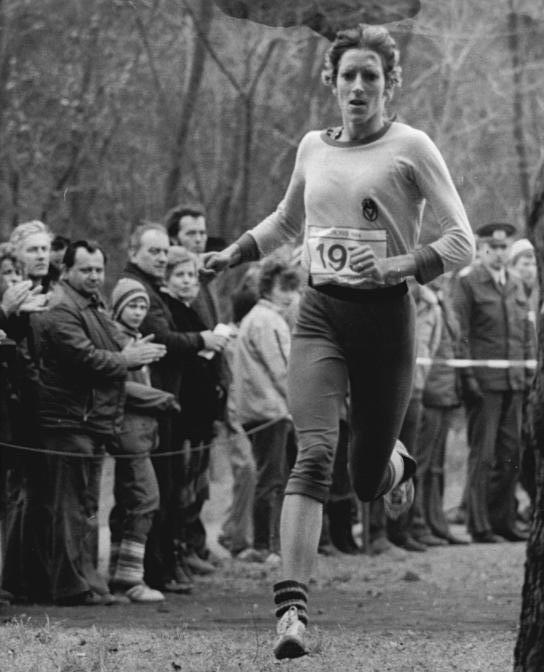
Ulrike Bruns kam wie drei Tage zuvor über 800 Meter auf den siebten Platz
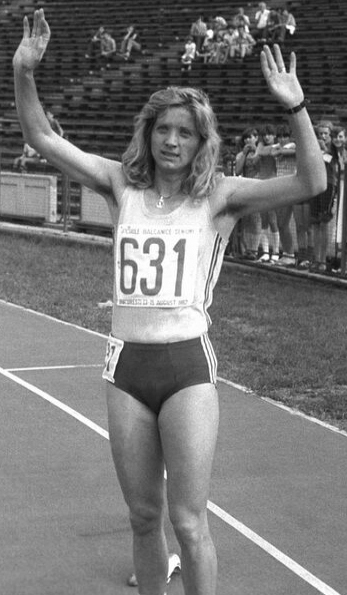
Maricica Puică, fünf Tage zuvor Vierte über 3000 Meter, erreichte Rang elf – im Jahr darauf wurde sie wie auch Natalia Mărășescu wegen Dopingmissbrauchs gesperrt.